# OL-medaljevindere i tennis
Tennis er blevet afviklet som en del af de Olympiske Lege fra det første OL i 1896 i Athen til OL i 1924 i Paris, hvorefter sportsgrenen blev taget af det olympiske program på grund af uenighed mellem International Lawn Tennis Federation og den Internationale Olympiske Komité om definitionen af amatørspillere. Efter to optrædener som demonstrationssportsgren i 1968 og 1984 (som U21-turnering) blev tennis genoptaget som officiel sportsgren i forbindelse med de Olympiske Lege i 1988 i Seoul.
Kathleen McKane (en guld, to sølv og to bronze) og Venus Williams (fire guld og en sølv) deler rekorden for flest OL-medaljer i tennis. Serena Williams og Venus Williams deler rekorden for flest guldmedaljer, idet de har vundet fire hver. Reginald Doherty er indehaver af rekorden for flest medaljer for mændene (tre guld og en bronze). Andy Murray er den eneste mand, der har har vundet to guldmedaljer i single.
I blot tre tilfælde har en spiller med held forsvaret sin guldmedalje: Gigi Fernández og Mary Joe Fernández i damedouble i 1992 og 1996, Serena Williams og Venus Williams i damedouble i 2008 og 2012, samt Andy Murray i herresingle i 2012 og 2016.

## Medaljevindere efter række

### Herresingle
| OL                  | Variant   | Guld                | Sølv                  | Bronze                                 |
| ------------------- | --------- | ------------------- | --------------------- | -------------------------------------- |
| Athen 1896          | Udendørs  | John Pius Boland    | Dionysios Kasdaglis   | Konstantinos Paspatis Momčilo Tapavica |
| Paris 1900          | Udendørs  | Laurence Doherty    | Harold Mahoney        | Reginald Doherty Arthur Norris         |
| St. Louis 1904      | Udendørs  | Beals Wright        | Robert LeRoy          | Alphonzo Bell Edgar Leonard            |
| London 1908         | Indendørs | Arthur Gore         | George Caridia        | Major Ritchie                          |
| London 1908         | Udendørs  | Major Ritchie       | Otto Froitzheim       | Wilberforce Eaves                      |
| Stockholm 1912      | Indendørs | André Gobert        | Charles Dixon         | Anthony Wilding                        |
| Stockholm 1912      | Udendørs  | Charles Winslow     | Harold Kitson         | Oscar Kreuzer                          |
| Antwerpen 1920      | Udendørs  | Louis Raymond       | Ichiya Kumagae        | Charles Winslow                        |
| Paris 1924          | Udendørs  | Vincent Richards    | Henri Cochet          | Umberto De Morpurgo                    |
| Seoul 1988          | Udendørs  | Miloslav Mečíř      | Tim Mayotte           | Stefan Edberg Brad Gilbert             |
| Barcelona 1992      | Udendørs  | Marc Rosset         | Jordi Arrese          | Goran Ivanišević Andrej Tjerkasov      |
| Atlanta 1996        | Udendørs  | Andre Agassi        | Sergi Bruguera        | Leander Paes                           |
| Sydney 2000         | Udendørs  | Jevgenij Kafelnikov | Tommy Haas            | Arnaud Di Pasquale                     |
| Athen 2004          | Udendørs  | Nicolás Massú       | Mardy Fish            | Fernando González                      |
| Beijing 2008        | Udendørs  | Rafael Nadal        | Fernando González     | Novak Djokovic                         |
| London 2012         | Udendørs  | Andy Murray         | Roger Federer         | Juan Martín del Potro                  |
| Rio de Janeiro 2016 | Udendørs  | Andy Murray         | Juan Martín del Potro | Kei Nishikori                          |
| Tokyo 2020          | Udendørs  | Alexander Zverev    | Karen Khatjanov       | Pablo Carreño Busta                    |
| Paris 2024          | Udendørs  | Novak Djokovic      | Carlos Alcaraz        | Lorenzo Musetti                        |

### Damesingle
| OL                  | Variant   | Guld                      | Sølv                      | Bronze                                     |
| ------------------- | --------- | ------------------------- | ------------------------- | ------------------------------------------ |
| Athen 1896          | Udendørs  | Ingen damesingleturnering | Ingen damesingleturnering | Ingen damesingleturnering                  |
| Paris 1900          | Udendørs  | Charlotte Cooper          | Hélène Prévost            | Marion Jones Hedwiga Rosenbaumová          |
| St. Louis 1904      | Udendørs  | Ingen damesingleturnering | Ingen damesingleturnering | Ingen damesingleturnering                  |
| London 1908         | Indendørs | Gwendoline Eastlake-Smith | Alice Green               | Märtha Adlerstråhle                        |
| London 1908         | Udendørs  | Dorothea Lambert Chambers | Dora Boothby              | Ruth Winch                                 |
| Stockholm 1912      | Indendørs | Edith Hannam              | Sofie Castenschiold       | Mabel Parton                               |
| Stockholm 1912      | Udendørs  | Marguerite Broquedis      | Dorothea Köring           | Molla Bjurstedt                            |
| Antwerpen 1920      | Udendørs  | Suzanne Lenglen           | Dorothy Holman            | Kathleen McKane                            |
| Paris 1924          | Udendørs  | Helen Wills               | Julie Vlasto              | Kathleen McKane                            |
| Seoul 1988          | Udendørs  | Steffi Graf               | Gabriela Sabatini         | Zina Garrison Manuela Maleeva-Fragnière    |
| Barcelona 1992      | Udendørs  | Jennifer Capriati         | Steffi Graf               | Mary Joe Fernández Arantxa Sánchez Vicario |
| Atlanta 1996        | Udendørs  | Lindsay Davenport         | Arantxa Sánchez Vicario   | Jana Novotná                               |
| Sydney 2000         | Udendørs  | Venus Williams            | Jelena Dementjeva         | Monica Seles                               |
| Athen 2004          | Udendørs  | Justine Henin-Hardenne    | Amélie Mauresmo           | Alicia Molik                               |
| Beijing 2008        | Udendørs  | Jelena Dementjeva         | Dinara Safina             | Vera Zvonarjova                            |
| London 2012         | Udendørs  | Serena Williams           | Marija Sjarapova          | Viktorija Azarenka                         |
| Rio de Janeiro 2016 | Udendørs  | Monica Puig               | Angelique Kerber          | Petra Kvitová                              |
| Tokyo 2020          | Udendørs  | Belinda Bencic            | Markéta Vondroušová       | Elina Svitolina                            |
| Paris 2024          | Udendørs  | Zheng Qinwen              | Donna Vekić               | Iga Świątek                                |

### Herredouble
| OL                  | Variant   | Guld                              | Sølv                                        | Bronze                                | Bronze                          |
| ------------------- | --------- | --------------------------------- | ------------------------------------------- | ------------------------------------- | ------------------------------- |
| Athen 1896          | Udendørs  | John Pius Boland Friedrich Traun  | Demetrios Petrokokkinos Dionysios Kasdaglis | Edwin Flack George Robertson          |                                 |
| Paris 1900          | Udendørs  | Laurence Doherty Reginald Doherty | Max Decugis Basil Spalding de Garmendia     | Guy de la Chapelle André Prévost      | Harold Mahoney Arthur Norris    |
| St. Louis 1904      | Udendørs  | Beals Wright Edgar Leonard        | Robert LeRoy Alphonzo Bell                  | Clarence Gamble Arthur Wear           | Joseph Wear Allen West          |
| London 1908         | Indendørs | Herbert Roper Barrett Arthur Gore | George Caridia George Simond                | Wollmar Boström Gunnar Setterwall     |                                 |
| London 1908         | Udendørs  | Reginald Doherty George Hillyard  | James Cecil Parke Major Ritchie             | Clement Cazalet Charles Dixon         |                                 |
| Stockholm 1912      | Indendørs | Maurice Germot André Gobert       | Carl Kempe Gunnar Setterwall                | Alfred Beamish Charles Dixon          |                                 |
| Stockholm 1912      | Udendørs  | Harold Kitson Charles Winslow     | Felix Pipes Arthur Zborzil                  | Albert Canet Édouard Mény de Manangue |                                 |
| Antwerpen 1920      | Udendørs  | Noel Turnbull Max Woosnam         | Seiichiro Kashio Ichiya Kumagae             | Pierre Albaran Max Decugis            |                                 |
| Paris 1924          | Udendørs  | Vincent Richards Francis Hunter   | Jacques Brugnon Henri Cochet                | Jean Borotra René Lacoste             |                                 |
| Seoul 1988          | Udendørs  | Ken Flach Robert Seguso           | Emilio Sánchez Sergio Casal                 | Miloslav Mečíř Milan Šrejber          | Stefan Edberg Anders Järryd     |
| Barcelona 1992      | Udendørs  | Boris Becker Michael Stich        | Wayne Ferreira Piet Norval                  | Goran Ivanišević Goran Prpić          | Javier Frana Christian Miniussi |
| Atlanta 1996        | Udendørs  | Todd Woodbridge Mark Woodforde    | Neil Broad Tim Henman                       | Marc-Kevin Goellner David Prinosil    |                                 |
| Sydney 2000         | Udendørs  | Sébastian Lareau Daniel Nestor    | Todd Woodbridge Mark Woodforde              | Àlex Corretja Albert Costa            |                                 |
| Athen 2004          | Udendørs  | Fernando González Nicolás Massú   | Nicolas Kiefer Rainer Schüttler             | Mario Ančić Ivan Ljubičić             |                                 |
| Beijing 2008        | Udendørs  | Roger Federer Stanislas Wawrinka  | Simon Aspelin Thomas Johansson              | Bob Bryan Mike Bryan                  |                                 |
| London 2012         | Udendørs  | Bob Bryan Mike Bryan              | Michaël Llodra Jo-Wilfried Tsonga           | Julien Benneteau Richard Gasquet      |                                 |
| Rio de Janeiro 2016 | Udendørs  | Marc López Rafael Nadal           | Florin Mergea Horia Tecău                   | Steve Johnson Jack Sock               |                                 |
| Tokyo 2020          | Udendørs  | Nikola Mektić Mate Pavić          | Marin Čilić Ivan Dodig                      | Marcus Daniell Michael Venus          |                                 |
| Paris 2024          | Udendørs  | Matthew Ebden John Peers          | Austin Krajicek Rajeev Ram                  | Taylor Fritz Tommy Paul               |                                 |

### Damedouble
| OL                  | Variant   | Guld                                  | Sølv                                           | Bronze                                    | Bronze                           |
| ------------------- | --------- | ------------------------------------- | ---------------------------------------------- | ----------------------------------------- | -------------------------------- |
| Athen 1896          | Udendørs  | Ingen damedoubleturneringer           | Ingen damedoubleturneringer                    | Ingen damedoubleturneringer               | Ingen damedoubleturneringer      |
| Paris 1900          | Udendørs  | Ingen damedoubleturneringer           | Ingen damedoubleturneringer                    | Ingen damedoubleturneringer               | Ingen damedoubleturneringer      |
| St. Louis 1904      | Udendørs  | Ingen damedoubleturneringer           | Ingen damedoubleturneringer                    | Ingen damedoubleturneringer               | Ingen damedoubleturneringer      |
| London 1908         | Indendørs | Ingen damedoubleturneringer           | Ingen damedoubleturneringer                    | Ingen damedoubleturneringer               | Ingen damedoubleturneringer      |
| London 1908         | Udendørs  | Ingen damedoubleturneringer           | Ingen damedoubleturneringer                    | Ingen damedoubleturneringer               | Ingen damedoubleturneringer      |
| Stockholm 1912      | Indendørs | Ingen damedoubleturneringer           | Ingen damedoubleturneringer                    | Ingen damedoubleturneringer               | Ingen damedoubleturneringer      |
| Stockholm 1912      | Udendørs  | Ingen damedoubleturneringer           | Ingen damedoubleturneringer                    | Ingen damedoubleturneringer               | Ingen damedoubleturneringer      |
| Antwerpen 1920      | Udendørs  | Kathleen McKane Winifred McNair       | Winifred Beamish Dorothy Holman                | Élisabeth d'Ayen Suzanne Lenglen          |                                  |
| Paris 1924          | Udendørs  | Hazel Wightman Helen Wills            | Phyllis Covell Kathleen McKane                 | Evelyn Colyer Dorothy Shepherd-Barron     |                                  |
| Seoul 1988          | Udendørs  | Pam Shriver Zina Garrison             | Jana Novotná Helena Suková                     | Elizabeth Smylie Wendy Turnbull           | Steffi Graf Claudia Kohde-Kilsch |
| Barcelona 1992      | Udendørs  | Gigi Fernández Mary Joe Fernández     | Conchita Martínez Arantxa Sánchez Vicario      | Leila Meskhi Natasja Zvereva              | Nicole Bradtke Rachel McQuillan  |
| Atlanta 1996        | Udendørs  | Gigi Fernández Mary Joe Fernández     | Jana Novotná Helena Suková                     | Conchita Martínez Arantxa Sánchez Vicario |                                  |
| Sydney 2000         | Udendørs  | Serena Williams Venus Williams        | Kristie Boogert Miriam Oremans                 | Els Callens Dominique Van Roost           |                                  |
| Athen 2004          | Udendørs  | Li Ting Sun Tiantian                  | Conchita Martínez Virginia Ruano Pascual       | Paola Suárez Patricia Tarabini            |                                  |
| Beijing 2008        | Udendørs  | Serena Williams Venus Williams        | Anabel Medina Garrigues Virginia Ruano Pascual | Yan Zi Zheng Jie                          |                                  |
| London 2012         | Udendørs  | Serena Williams Venus Williams        | Andrea Hlaváčková Lucie Hradecká               | Marija Kirilenko Nadia Petrova            |                                  |
| Rio de Janeiro 2016 | Udendørs  | Jekaterina Makarova Jelena Vesnina    | Timea Bacsinszky Martina Hingis                | Lucie Šafářová Barbora Strýcová           |                                  |
| Tokyo 2020          | Udendørs  | Barbora Krejčíková Kateřina Siniaková | Belinda Bencic Viktorija Golubic               | Laura Pigossi Luisa Stefani               |                                  |
| Paris 2024          | Udendørs  | Sara Errani Jasmine Paolini           | Mirra Andrejeva Diana Sjnajder                 | Cristina Bucșa Sara Sorribes Tormo        |                                  |

### Mixed double
| OL                  | Variant   | Guld                                     | Sølv                                  | Bronze                                   | Bronze                                |
| ------------------- | --------- | ---------------------------------------- | ------------------------------------- | ---------------------------------------- | ------------------------------------- |
| Athen 1896          | Udendørs  | Ingen mixed double-turnering             | Ingen mixed double-turnering          | Ingen mixed double-turnering             | Ingen mixed double-turnering          |
| Paris 1900          | Udendørs  | Charlotte Cooper Reginald Doherty        | Hélène Prévost Harold Mahoney         | Marion Jones Laurence Doherty            | Hedwiga Rosenbaumová Archibald Warden |
| St. Louis 1904      | Udendørs  | Ingen mixed double-turneringer           | Ingen mixed double-turneringer        | Ingen mixed double-turneringer           | Ingen mixed double-turneringer        |
| London 1908         | Indendørs | Ingen mixed double-turneringer           | Ingen mixed double-turneringer        | Ingen mixed double-turneringer           | Ingen mixed double-turneringer        |
| London 1908         | Udendørs  | Ingen mixed double-turneringer           | Ingen mixed double-turneringer        | Ingen mixed double-turneringer           | Ingen mixed double-turneringer        |
| Stockholm 1912      | Indendørs | Edith Hannam Charles Dixon               | Helen Aitchison Herbert Roper Barrett | Sigrid Fick Gunnar Setterwall            |                                       |
| Stockholm 1912      | Udendørs  | Dorothea Köring Heinrich Schomburgk      | Sigrid Fick Gunnar Setterwall         | Marguerite Broquedis Albert Canet        |                                       |
| Antwerpen 1920      | Udendørs  | Suzanne Lenglen Max Decugis              | Kathleen McKane Max Woosnam           | Milada Skrbková Ladislav Žemla           |                                       |
| Paris 1924          | Udendørs  | Hazel Wightman R. Norris Williams        | Marion Jessup Vincent Richards        | Kea Bouman Hendrik Timmer                |                                       |
| Seoul 1988          | Udendørs  | Ingen mixed double-turneringer           | Ingen mixed double-turneringer        | Ingen mixed double-turneringer           | Ingen mixed double-turneringer        |
| Barcelona 1992      | Udendørs  | Ingen mixed double-turneringer           | Ingen mixed double-turneringer        | Ingen mixed double-turneringer           | Ingen mixed double-turneringer        |
| Atlanta 1996        | Udendørs  | Ingen mixed double-turneringer           | Ingen mixed double-turneringer        | Ingen mixed double-turneringer           | Ingen mixed double-turneringer        |
| Sydney 2000         | Udendørs  | Ingen mixed double-turneringer           | Ingen mixed double-turneringer        | Ingen mixed double-turneringer           | Ingen mixed double-turneringer        |
| Athen 2004          | Udendørs  | Ingen mixed double-turneringer           | Ingen mixed double-turneringer        | Ingen mixed double-turneringer           | Ingen mixed double-turneringer        |
| Beijing 2008        | Udendørs  | Ingen mixed double-turneringer           | Ingen mixed double-turneringer        | Ingen mixed double-turneringer           | Ingen mixed double-turneringer        |
| London 2012         | Udendørs  | Viktorija Azarenka Maks Mirnyj           | Laura Robson Andy Murray              | Lisa Raymond Mike Bryan                  |                                       |
| Rio de Janeiro 2016 | Udendørs  | Bethanie Mattek-Sands Jack Sock          | Venus Williams Rajeev Ram             | Lucie Hradecká Radek Štěpánek            |                                       |
| Tokyo 2020          | Udendørs  | Anastasija Pavljutjenkova Andrej Rubljov | Jelena Vesnina Aslan Karatsev         | Ashleigh Barty John Peers                |                                       |
| Paris 2024          | Udendørs  | Kateřina Siniaková Tomáš Macháč          | Wang Xinyu Zhang Zhizhen              | Gabriela Dabrowski Félix Auger-Aliassime |                                       |

## Medaljestatistik
Opdateret pr. 4. august 2024.

### Flest medaljer
Spillere med mindst to guldmedaljer, rangeret efter antal guld-, sølv- og bronzemedaljer.
| Spiller            | Første | Sidste | Guld | Sølv | Bronze | Total |
| ------------------ | ------ | ------ | ---- | ---- | ------ | ----- |
| Venus Williams     | 2000   | 2016   | 4    | 1    | -      | 5     |
| Serena Williams    | 2000   | 2012   | 4    | -    | -      | 4     |
| Reginald Doherty   | 1900   | 1908   | 3    | -    | 1      | 4     |
| Andy Murray        | 2012   | 2016   | 2    | 1    | -      | 3     |
| Vincent Richards   | 1924   | 1924   | 2    | 1    | -      | 3     |
| Laurence Doherty   | 1900   | 1900   | 2    | -    | 1      | 3     |
| Mary Joe Fernández | 1992   | 1996   | 2    | -    | 1      | 3     |
| Suzanne Lenglen    | 1920   | 1920   | 2    | -    | 1      | 3     |
| Charles Winslow    | 1912   | 1920   | 2    | -    | 1      | 3     |
| John Pius Boland   | 1896   | 1896   | 2    | -    | -      | 2     |
| Charlotte Cooper   | 1900   | 1900   | 2    | -    | -      | 2     |
| Gigi Fernández     | 1992   | 1996   | 2    | -    | -      | 2     |
| André Gobert       | 1912   | 1912   | 2    | -    | -      | 2     |
| Arthur Gore        | 1908   | 1908   | 2    | -    | -      | 2     |
| Edith Hannam       | 1912   | 1912   | 2    | -    | -      | 2     |
| Nicolás Massú      | 2004   | 2004   | 2    | -    | -      | 2     |
| Rafael Nadal       | 2008   | 2016   | 2    | -    | -      | 2     |
| Kateřina Siniaková | 2020   | 2024   | 2    | -    | -      | 2     |
| Hazel Wightman     | 1924   | 1924   | 2    | -    | -      | 2     |
| Helen Wills Moody  | 1924   | 1924   | 2    | -    | -      | 2     |
| Beals Wright       | 1904   | 1904   | 2    | -    | -      | 2     |

### Nationsfordeling
| Land                            | Guld | Sølv | Bronze | Total |
| ------------------------------- | ---- | ---- | ------ | ----- |
| USA                             | 21   | 7    | 13     | 41    |
| Storbritannien                  | 17   | 14   | 12     | 43    |
| Frankrig                        | 5    | 6    | 8      | 19    |
| Tyskland · - inkl. Vesttyskland | 4    | 6    | 3      | 13    |
| Rusland · - inkl. ROC           | 4    | 5    | 2      | 11    |
| Schweiz                         | 3    | 3    | –      | 6     |
| Sydafrika                       | 3    | 2    | 1      | 6     |
| Spanien                         | 2    | 8    | 5      | 15    |
| Tjekkiet · - inkl. Bøhmen       | 2    | 3    | 5      | 10    |
| Australien                      | 2    | 1    | 4      | 7     |
| Chile                           | 2    | 1    | 1      | 4     |
| Kina                            | 2    | 1    | 1      | 4     |
| Mixed hold                      | 1    | 2    | 3      | 6     |
| Kroatien                        | 1    | 2    | 3      | 6     |
| Tjekkoslovakiet                 | 1    | 1    | 2      | 4     |
| Italien                         | 1    | –    | 2      | 3     |
| Hviderusland                    | 1    | –    | 1      | 2     |
| Belgien                         | 1    | –    | 1      | 2     |
| Canada                          | 1    | –    | 1      | 2     |
| Serbien                         | 1    | –    | 1      | 2     |
| Puerto Rico                     | 1    | –    | –      | 1     |
| Sverige                         | –    | 3    | 5      | 8     |
| Argentina                       | –    | 2    | 3      | 5     |
| Grækenland                      | –    | 2    | 1      | 3     |
| Japan                           | –    | 2    | 1      | 3     |
| Holland                         | –    | 1    | 1      | 2     |
| Danmark                         | –    | 1    | –      | 1     |
| Rumænien                        | –    | 1    | –      | 1     |
| Østrig                          | –    | 1    | –      | 1     |
| Det forenede hold               | –    | –    | 2      | 2     |
| Australasien                    | –    | –    | 1      | 1     |
| Brasilien                       | –    | –    | 1      | 1     |
| Bulgarien                       | –    | –    | 1      | 1     |
| Indien                          | –    | –    | 1      | 1     |
| New Zealand                     | –    | –    | 1      | 1     |
| Norge                           | –    | –    | 1      | 1     |
| Polen                           | –    | –    | 1      | 1     |
| Ukraine                         | –    | –    | 1      | 1     |
| Ungarn                          | –    | –    | 1      | 1     |

## Uofficielle medaljevindere
Medaljevindere ved olympiske tennisturneringer, som af IOC ikke betragtes som officielle, herunder medaljevindere ved de olympiske mellemlege i 1906, demonstrationsturneringerne ved OL i 1968 og 1984 samt opvisningsturneringen ved OL i 1968.
Ved OL i 1968 blev demonstrationsturneringen afviklet i Guadalajara, mens opvisningsturneringen blev spillet i Mexico City.
Ved OL i Los Angeles i 1984 var demonstrationsturneringen i tennis kun åben for spillere under 21 år, og der blev kun afviklet singlerækker.

### Herresingle
| OL               | Variant       | Guld           | Sølv             | Bronze             | Bronze             |
| ---------------- | ------------- | -------------- | ---------------- | ------------------ | ------------------ |
| Athen 1906       | Mellemlege    | Max Decugis    | Maurice Germot   | Zdeněk Žemla       |                    |
| Mexico City 1968 | Demonstration | Manuel Santana | Manuel Orantes   | Herbert Firzgibbon |                    |
| Mexico City 1968 | Opvisning     | Rafael Osuna   | Ingo Buding      | Vladimir Korotkov  | Nicola Pietrangeli |
| Los Angeles 1984 | Demonstration | Stefan Edberg  | Francisco Maciel | Jimmy Arias        | Paolo Cané         |

### Damesingle
| OL               | Variant       | Guld            | Sølv            | Bronze               | Bronze            |
| ---------------- | ------------- | --------------- | --------------- | -------------------- | ----------------- |
| Athen 1906       | Mellemlege    | Esmée Simirioti | Sophia Marinou  | Euphrosine Paspati   |                   |
| Mexico City 1968 | Demonstration | Helga Niessen   | Jane Bartkowicz | Julie Heldman        |                   |
| Mexico City 1968 | Opvisning     | Jane Bartkowicz | Julie Heldman   | María Eugenia Guzmán | Suzana Petersen   |
| Los Angeles 1984 | Demonstration | Steffi Graf     | Sabrina Goleš   | Raffaelle Reggi      | Catherine Tanvier |

### Herredouble
| OL               | Variant       | Guld                         | Sølv                              | Bronze                          | Bronze                            |
| ---------------- | ------------- | ---------------------------- | --------------------------------- | ------------------------------- | --------------------------------- |
| Athen 1906       | Mellemlege    | Max Decugis Maurice Germot   | Ioannis Ballis Xenophon Kasdaglis | Ladislav Žemla Zdeněk Žemla     |                                   |
| Mexico City 1968 | Demonstration | Rafael Osuna Vicente Zarazúa | Juan Gisbert Manuel Santana       | Pierre Darmon Joaquín Loyo Mayo |                                   |
| Mexico City 1968 | Opvisning     | Rafael Osuna Vicente Zarazúa | Pierre Darmon Joaquín Loyo Mayo   | Pancho Guzmán Teimuraz Kakulia  | Vladimir Korotkov Anatolij Volkov |
| Los Angeles 1984 | Demonstration | Ingen herredoubleturnering   | Ingen herredoubleturnering        | Ingen herredoubleturnering      | Ingen herredoubleturnering        |

### Damedouble
| OL               | Variant       | Guld                            | Sølv                               | Bronze                               | Bronze                       |
| ---------------- | ------------- | ------------------------------- | ---------------------------------- | ------------------------------------ | ---------------------------- |
| Athen 1906       | Mellemlege    | Ingen damedoubleturnering       | Ingen damedoubleturnering          | Ingen damedoubleturnering            | Ingen damedoubleturnering    |
| Mexico City 1968 | Demonstration | Edda Buding Helga Niessen       | Rosa María Darmon Julie Heldman    | Jane Bartkowicz Valerie Ziegenfuss   |                              |
| Mexico City 1968 | Opvisning     | Rosa María Darmon Julie Heldman | Jane Bartkowicz Valerie Ziegenfuss | María Eugenia Guzmán Suzana Petersen | Cecilia Rosado Zaiga Jansone |
| Los Angeles 1984 | Demonstration | Ingen damedoubleturnering       | Ingen damedoubleturnering          | Ingen damedoubleturnering            | Ingen damedoubleturnering    |

### Mixed double
| OL               | Variant       | Guld                             | Sølv                               | Bronze                           | Bronze                           |
| ---------------- | ------------- | -------------------------------- | ---------------------------------- | -------------------------------- | -------------------------------- |
| Athen 1906       | Mellemlege    | Max Decugis Marie Decugis        | Georgios Simiriotis Sophia Marinou | Xenophon Kasdaglis Aspasia Matsa |                                  |
| Mexico City 1968 | Demonstration | Herbert Fitzgibbon Julie Heldman | Jürgen Fassbender Helga Niessen    | James Osborne Jane Bartkowicz    |                                  |
| Mexico City 1968 | Opvisning     | Vladimir Korotkov Zaiga Jansone  | Ingo Buding Jane Bartkowicz        | Pierre Darmon Rosa Maria Darmon  | Teimuraz Kakulia Suzana Petersen |
| Los Angeles 1984 | Demonstration | Ingen mixed double-turnering     | Ingen mixed double-turnering       | Ingen mixed double-turnering     | Ingen mixed double-turnering     |